# Estación Torres (Sonora)
Estación Torres también nombrada Estación Serdán, es una localidad del municipio de La Colorada ubicada en el centro del estado mexicano de Sonora, en la zona del desierto de Sonora. La localidad es la cuarta más habitada del municipio, ya que según los datos del Censo de Población y Vivienda realizado en 2020 por el Instituto Nacional de Estadística y Geografía (INEGI), Estación Torres (Estación Serdán) tiene un total de 134 habitantes. Fue fundada el en el año de 1880 como una estación de ferrocarril, cuando se estableció una línea de vía férrea entre Hermosillo y el mineral de La Colorada.

## Geografía
Estación Torres se sitúa en las coordenadas geográficas 28°45'53" de latitud norte y 110°46'12" de longitud oeste del meridiano de Greenwich, a una elevación de 256 metros sobre el nivel del mar.